# Antonio D'Aniello
Antonio D'Aniello, né le 11 octobre 1979 à Naples, est un coureur cycliste italien. 

## Palmarès
- 1995
  - Coppa d'Oro
- 1999
  - Trofeo Comune di San Secondo
- 2000
  - 1re étape du Tour des régions italiennes
  - 1re étape de la Flèche du Sud
  - 2e du Piccola Sanremo
  - 2e de la Coppa Giulio Burci
- 2001
  - Prologue du Baby Giro (contre-la-montre par équipes)
  - Gran Premio Città di Foligno
  - 2e du Grand Prix San Giuseppe
  - 3e de la Coppa in Fiera San Salvatore
- 2003
  -  Champion d'Italie élites sans contrat
  - Trofeo Sportivi di Briga

## Classements mondiaux
| Année           | 2005 | 2006 | 2007 | 2008 |
| --------------- | ---- | ---- | ---- | ---- |
| UCI Europe Tour | 622e | 452e | 401e | 524e |